# Umweltrecht
Unter Umweltrecht versteht man die Gesamtheit der Rechtsnormen, die den Schutz der natürlichen Umwelt und die Erhaltung der Funktionsfähigkeit der Ökosysteme bezwecken.

## Regelungsansätze
Das Umweltrecht ist kein scharf abgrenzbares Rechtsgebiet. Der Ansatzpunkt des Schutzes bedeutet den Schutz vor Beeinträchtigungen. Um diesen Schutz zu bewirken, sind verschiedene Herangehensweisen möglich:
1. Minimierung der Einwirkungen auf das Schutzgut: Man geht vom Schutzgut und dessen Gefährdungen aus und begrenzt oder minimiert die Einwirkungen auf das Schutzgut. Dieser Ansatz liegt sehr vielen Umweltschutzgesetzen zugrunde. Bekannte Beispiele dafür sind die Naturschutzgesetze, das Wasserhaushaltsgesetz und die Landeswassergesetze.
2. Begrenzung der schädlichen Wirkungen bekannter Umweltgefahren: Man geht von bekannten Quellen von Umweltgefährdungen oder -schädigungen aus und begrenzt die von ihnen ausgehenden schädlichen Wirkungen. Dies kann auf zwei Weisen erfolgen. Zum einen kann quellenbezogen angesetzt werden, das heißt, man regelt die von einer Gefährdungsquelle ausgehenden Emissionen. Zum anderen kann umweltbezogen angesetzt werden, wobei man eine Gesamtimmissionsbelastung festlegt, die dann durch Regelungen an den einzelnen Quellen zu unterschreiten ist. Der schlichte quellenbezogene Ansatz liegt dem anlagenbezogenen Immissionsschutzrecht zu Grunde, das ohne echte Gesamtimmissionsgrenzen die Emissionen bestimmter Emittenten regelt. Das gebietsbezogene Immissionsschutzrecht hingegen ist auf das Erstellen von Plänen zur Begrenzung von Luftverunreinigungen und Lärm in bestimmten Gebieten ausgerichtet. Das US-amerikanische Immissionsschutzrecht setzt gesundheitsorientierte Immissionsobergrenzen (sogenannte National Ambient Air Quality Standards) fest, die dann durch verschiedenste Regelungsansätze an den Verschmutzungsquellen zu erreichen sind.
3. Regelungen zu umweltgefährdenden Stoffen und Gegenständen: Bestimmte umweltgefährdende Stoffe oder Gegenstände werden einem Regelungsregime unterworfen, um so die von den Stoffen oder Gegenständen selbst oder vom Umgang mit ihnen ausgehenden Umweltgefahren zu minimieren. Beispielhaft sind hier insbesondere das Abfall- und das Chemikalien-, in Ansätzen das Atomrecht zu nennen.
4. Natur als Rechtssubjekt: Ein anderer Ansatz ist in Artikel 71 der Verfassung Ecuadors konkretisiert, in dem der Natur selbst Rechte zugesprochen werden und jede Person ermächtigt wird, die Einhaltung der Rechte der Natur von der öffentlichen Gewalt zu verlangen.[1] Auch in anderen Staaten gibt es vergleichbare Ansätze: So wurden im Jahr 2017 vier Flüssen in Kolumbien, Indien und Neuseeland subjektive Rechte zugesprochen,[2] 2022 der spanischen Salzwasserlagune Mar Menor.[3]

Manche Umweltschutzregelungen sind nicht eindeutig einer der genannten Herangehensweisen zuzuordnen, sondern folgen einer gemischten Methode. Hierzu gehören beispielsweise Teile des Bundes-Immissionsschutzgesetzes.

## Deutsches Umweltrecht

### Verfassungsrechtlicher Hintergrund
Seit 1994 verpflichtet das deutsche Verfassungsrecht in Artikel 20a des Grundgesetzes für die Bundesrepublik Deutschland den Staat dazu, die natürlichen Lebensgrundlagen zu schützen. Dies ist kein Grundrecht, sondern eine so genannte Staatszielbestimmung, das heißt ein Programmauftrag für die öffentliche Gewalt. Gesetzgeber und Verwaltung werden dadurch zwar allgemein verpflichtet, ein bestimmtes gesetzgeberisches oder verwaltungsmäßiges Handeln ist aber nur in Einzelfällen gerichtlich einklagbar.

### Rand- und Überschneidungsbereiche des Umweltrechts
Viele planerische Vorschriften kann man zum Umweltrecht zählen, weil sie – neben anderen Zielsetzungen – in mehr oder weniger großem Umfang dem Umweltschutz dienen. Ihr Ansatzpunkt ist sozusagen vorverlagert, indem sie schon im Planungsstadium sicherstellen sollen, dass bestimmte Umweltbeeinträchtigungen vermieden werden. Beispiele hierfür sind vor allem das Gesetz über die Umweltverträglichkeitsprüfung, aber auch das Baugesetzbuch und das Raumordnungsgesetz.
Weiter existieren zahlreiche Straf- und Ordnungswidrigkeitentatbestände, die dem Umweltschutz dienen sollen. Die schweren Umweltschutzdelikte sind im 29. Abschnitt des Besonderen Teils des Strafgesetzbuches (§§ 324–330d) selbst geregelt; in den meisten Umweltschutzgesetzen sind zusätzliche, auf die jeweilige spezielle Materie bezogene Straf- und Ordnungswidrigkeitenvorschriften enthalten. Viele dieser Vorschriften werden kritisiert, weil die Strafbarkeit eines bestimmten Verhaltens oft von behördlichen Vorgaben abhängt.
Die Erfahrung hat gezeigt, dass der strafrechtliche Schutz der Umwelt für sich allein betrachtet wenig effektiv ist. Gründe dafür sind u. a. Probleme beim eindeutigen Nachweis der Verursachung von Umweltschäden. Wie in anderen Bereichen des Strafrechts ist die abschreckende Wirkung der Strafandrohung auch hier gering.
Schließlich gibt es einen Bereich der Überschneidung mit dem allgemeinen Gesundheitsschutz und dem besonderen Gesundheitsschutz am Arbeitsplatz. Viele Regelungen mit diesen Zielsetzungen bewirken sozusagen nebenbei einen Schutz vor Umweltbeeinträchtigungen; manche werden jedoch auch parallel auf beide Zielsetzungen hin formuliert.

### Forderung nach der Vereinheitlichung durch ein Umweltgesetzbuch
Das Umweltrecht ist verstreut in vielen Gesetzen. Wenn beispielsweise eine europarechtliche Vorgabe in nationales Recht umzusetzen ist, die Gesetzgebungskompetenzen der Länder berührt (z. B. Wasserrecht, Naturschutzrecht), werden in Deutschland insgesamt 17 verschiedene Rechtsakte verfahrenswirksam, zunächst vom Bund und dann von den Bundesländern. Strafzahlungen wegen stark verspäteter Umsetzung von EU-Richtlinien durch einzelne Bundesländer (Beispiel: die Pflicht zur Ausweisung von Fauna-Flora-Habitat-Gebieten in Niedersachsen) mussten aufgrund der Außenverantwortlichkeit des Bundes dann vom Bundesumweltministerium geleistet bzw. vorgelegt werden. Deswegen wird von Umweltwissenschaftlern und Umweltjuristen seit vielen Jahren gefordert, das Umweltrecht in einem Umweltgesetzbuch (UGB) kodifiziert zusammenzufassen und im Interesse eines besseren Gesetzesvollzuges die Einzelvorschriften besser aufeinander abzustimmen. Obwohl ausgearbeitete und teilweise schon kommentierte Entwürfe (UGB-ProfE, SK-UGB; der letzte Entwurf stammt von 1997) dafür vorliegen, fehlte bisher auf Seiten der deutschen Bundesländer der politische Wille, dieses Vorhaben mitzutragen und in die Tat umzusetzen. Vormals konnte der Bund das Umweltgesetzbuch aufgrund der Gesetzgebungskompetenz nicht erlassen. Mit der Föderalismusreform I wurde Naturschutz Teil der konkurrierenden Gesetzgebung und der Weg fürs Umweltgesetzbuch wurde frei. Jedoch scheitere das Vorhaben 2009 an dem Widerstand der CDU/CSU. Seithei gab es keine weiteren Bestrebungen, das Umweltrecht in einem zentralen Gesetzbuch zusammenzuführen.

### Neue Strategien
Die bisher geltenden Gesetze verfolgen einen administrativen Ansatz, d. h. bestimmte Zweige der Verwaltung werden zur Durchführung von Umweltschutzaufgaben oder auch nur zur Berücksichtigung von Anliegen des Umweltschutzes bei der Durchführung ihrer eigenen Aufgaben verpflichtet. Die Erfahrung hat gezeigt, dass der Kontrollaufwand sehr groß ist. Deswegen werden seit einigen Jahren neue Strategien angewendet, die über den traditionellen Bereich des Umweltschutzrechts weit hinausgehen und Aspekte des Umweltschutzes in andere Fachgesetze und andere Politikbereiche hineintragen. Das ist deswegen konsequent, weil Umweltschutz ein bereichs- und fachübergreifendes Thema ist. Oft wird dabei die Strategie verfolgt, dass wirtschaftliche Vorteile gewährt werden, wenn jemand über die gesetzlichen Verpflichtungen hinaus umweltschonende Technik einsetzt. Doch dürfen Begriffe wie „Ökonomische Strategien“ nicht darüber hinwegtäuschen, dass auch die Einhaltung dieser ökonomisch orientierten „Spielregeln“ einer Kontrolle bedarf.
Drei Beispiele für derartige „ökonomische Instrumente“ im Umweltschutz, die den herkömmlichen Regelungsbereich des Umweltrechts überschreiten:
1. Kraftfahrzeug-Besteuerung
Wie alle Steuern dient diese in erster Linie der staatlichen Einnahmenerzielung. In den letzten Jahren wurde das Kraftfahrzeugsteuergesetz so umgestaltet, dass es auch Anreize dafür bietet, die jeweils neuesten Techniken zur Schadstoffreduzierung einzusetzen. Diese Vorschriften stehen in einem bestimmten Zusammenhang mit jenen über die Kfz-Zulassung. Die Zulassungsvorschriften hinken den jeweiligen technischen Standards stets um einige Jahre hinterher. Die KfzSt ist jedoch so ausgestaltet, dass für Fahrzeuge mit dem jeweils modernsten Standard spürbare Steuervergünstigungen eingeräumt werden. Dadurch wird für die Verbraucher ein Anreiz geschaffen, bei Neuanschaffungen möglichst schadstoffarme Fahrzeuge zu wählen. Siehe auch Ökosteuer, Umweltsteuer.
2. Umweltmanagement und Umwelt-Betriebsprüfung
Die Erfahrung im industriellen Bereich hat gezeigt, dass der administrative Umweltschutz immer den technischen Entwicklungen hinterherhinkt und kaum mehr gewährleisten kann, als dass nach der Identifikation neuer Umweltprobleme z. B. Rückhalte- oder Filtertechnologien entwickelt und – langsam und mit hohen Kosten – durchgesetzt werden. Wesentlich effizienter ist es, wenn neue industrielle Prozesse schon mit Blick auf die Umweltauswirkungen entwickelt werden und die Betriebsorganisation Erfordernisse des Umweltschutzes in ihre alltäglichen Abläufe integriert. Dieser Gedanke liegt der EG-Verordnung „über die freiwillige Beteiligung von Organisationen an einem Gemeinschaftssystem für das Umweltmanagement und die Umweltbetriebsprüfung“ zugrunde,[5] im deutschsprachigen Raum meist nach der englischen Abkürzung EMAS für Eco Management and Audit Scheme genannt. Mit ihr sollen für Betriebe Anreize geschaffen werden, über die bloße Einhaltung gesetzlicher Verpflichtungen hinaus Umweltschutzziele zu setzen, ihre betrieblichen Abläufe unter Umweltaspekten zu optimieren und dies werbewirksam zu veröffentlichen. Ob dies jedoch ausreichende Ansätze sind, ist zweifelhaft, denn unter Umweltmanagement wird schon verstanden, wenn ein Unternehmen ein Organisationssystem etabliert, das die Einhaltung aller umweltrelevanten Vorschriften sicherstellen soll; ob dies auch tatsächlich eintritt, bleibt dabei außerhalb der Betrachtung.
3. Emissionsrechtehandel
Dieses Instrument entstammt dem Umweltschutzrecht der USA und besteht darin, dass im Wege des sog. Bubblings für alle beteiligten Emittenten innerhalb eines bestimmten Gebietes ein Gesamtemissionsbetrag gebildet wird, es wird bildhaft über alle Emittenten eine große Blase gebildet und deren Gesamtemission fixiert. In Höhe dieses Emissionsbetrages werden vom Staat Emissionsrechte geschaffen und an alle Emittenten unter der Blase nach einem bestimmten Schlüssel verteilt. Es liegt nun an den Emittenten, ob sie diese Verteilung beibehalten oder durch (entgeltliche) Übertragung der Rechte untereinander verändern, es darf jedenfalls insgesamt nicht mehr emittiert werden als es Emissionsrechte gibt. Dieses System kann mit einer degressiven Komponente verbunden werden, das heißt, der Gesamtbetrag an Emissionsrechten und damit an Emissionen wird mit fortschreitender Zeit verringert, sodass die beteiligten Emittenten insgesamt gezwungen sind, weniger zu emittieren als zuvor. So marktorientiert das vorgezeichnete System scheinen mag, so sehr bedarf es auch hier intensiver administrativer Kontrollen. Denn nur wenn sichergestellt ist, dass jeder Emittent nur so viel emittiert, wie er nach den von ihm gehaltenen Emissionsrechten befugt ist, kann das System erfolgreich sein. Die genaue Kontrolle ist hier deshalb erschwert, weil die Emissionsrechte durch den Handel, der mit ihnen zwischen den Emittenten getrieben wird, fluktuiert und so die Feststellung über den Bestand an Emissionsrechten bei einzelnen Emittenten erschwert wird.

Die geschilderte Entwicklung bewirkt, dass das Umweltrecht im engeren Sinne zwar nicht an Bedeutung verliert, aber kaum noch eindeutig abzugrenzen ist. Belange des Umweltschutzes „sickern“ in andere Rechtsbereiche ein. Dadurch wird die Übersicht insgesamt erschwert.

### Überblick über die Rechtsvorschriften
Das Umweltrecht im engeren Sinne umfasst die Bereiche Immissionsschutz-, Wasser-, Naturschutz-, Bodenschutz-, Abfall-, Chemikalien-, Gentechnik-, Pflanzenschutz-, Energie- und Klimasschutzrecht.
Die zentrale Rechtsvorschrift im Immissionsschutzrecht ist das Bundesimmissionsschutzgesetz, das von zahlreichen Bundesimmissionsschutzverordnungen und den Verwaltungsvorschriften TA Luft und TA Lärm ergänzt wird.
Im Gewässerschutzrecht sind das Wasserhaushaltsgesetz, die Oberfächengewässerverordnung und Grundwasserverordnung von Bedeutung.
Wichtige naturschutzrechtliche Vorschriften sind das Bundesnaturschutzgesetz, die Bundesartenschutzverordnung und Bundeskompensationsverordnung.
Im Bodenschutzrecht sind Bundesbodenschutzgesetz und Bundes-Bodenschutz- und Altlastenverordnung zu nennen.
Das Kreislaufwirtschaftsgesetz regelt die Grundsätze im Umgang mit Abfällen. Tiefergehendere Regelungen finden sich im Elektro- und Elektronikgerätegesetz, Batteriegesetz, Verpackungsgesetz, Abfallverbringungsgesetz und in der Deponieverordnung.
Das Chemikaliengesetz, die Chemikalien-Verbotsverordnung und Gefahrstoffverordnung beinhalten Regelungen zu gefährlichen Stoffen.
In den weiteren Bereichen sind Gentechnikgesetz, Pflanzenschutzgesetz, Düngegesetz, Düngemittelverordnung, Düngeverordnung, Atomgesetz und Erneuerbare-Energien-Gesetz zu nennen.
Das Klimasschutzrecht ist ein neuerer Rechtsbereich. Mit dem Bundes-Klimaschutzgesetz und Bundes-Klimaanpassungsgesetz wurden Regelungen in diesem Bereich geschaffen.
Manche gesetze lassen sich nicht in die oben genannten Bereiche einordnen. Dazu zählen das Umweltverträglichkeitsprüfungsgesetz, Umweltauditgesetz, Umweltschadensgesetz, Umwelt-Rechtsbehelfsgesetz und Umweltinformationsgesetz.
Auch auf Landesebene gibt es zahlreiche Gesetze im Umweltrecht.

## Österreichisches Umweltrecht
Auch in Österreich sind die rechtlichen Grundlagen in zahlreiche Rechtsnormen aufgesplittert, so dass manche von einer Normenflut sprechen. Von seiner Rechtsnatur her ist das Umweltrecht überwiegend öffentlich-rechtlich geprägt und zählt daher zum Verfassungs- und Verwaltungsrecht, teilweise auch zum Strafrecht. Daneben gibt es auch das Umweltprivatrecht.

### Öffentliches Umweltrecht
Verfassungsrechtlich gesehen bildet es eine Querschnittsmaterie, die Gesetzgebungs- und die Vollziehungskompetenz fallen also dem Bund, den Ländern und den Gemeinden zu. Entsprechend gibt es auf Bundes-, Landes- und Gemeindeebene eine Umweltverwaltungsorganisation, wobei viele und wichtige Kompetenzen insbesondere des Anlagenrechts bei den Bezirksverwaltungsbehörden konzentriert sind.

#### Instrumente
Neben klassisch-ordnungsrechtlichen Instrumenten der direkten Verhaltenssteuerung wie Bewilligungspflichten, Auflagen oder behördlichen Überwachungsmaßnahmen, insbesondere im Anlagenrecht nach der Gewerbeordnung und im Recht der Abfallwirtschaft hat das Umweltrecht auch Instrumente zielorientierter Verhaltenssteuerung im Umweltplanungsrecht, Umweltprüfungen nach dem UVP-Gesetz sowie Instrumente indirekter Verhaltenssteuerung wie Umweltabgaben, das Ökoaudit oder Umweltinformationssysteme (UIG) entwickelt.

#### Einzelne Regelungsgegenstände
- Chemikalien
- Gentechnik
- Gewässer-, Boden-, Klimaschutz
- Lärmschutz
- Verringerung von Luftschadstoffen (Immissionsschutzgesetz – Luft)
- Natur- und Landschaftsschutz

##### Atom- und Strahlenschutz
Nach dem Bundesverfassungsgesetz für ein atomfreies Österreich von 1999 dürfen Anlagen, die dem Zweck der Energiegewinnung durch Kernspaltung dienen, in Österreich weder errichtet noch in Betrieb genommen werden. Das Strahlenschutzgesetz (StrSchG) regelt den Schutz von Mensch und Umwelt vor Schäden durch ionisierende Strahlung, beispielsweise bei medizinischer Anwendung oder am Arbeitsplatz.
Österreich ist weder dem Wiener- noch dem Pariser Atomhaftungsübereinkommen beigetreten. Diese Abkommen enthalten Bestimmungen zu Haftungsobergrenzen und legen als Gerichtsort den Sitz des Schädigers fest. Das österreichische Atomhaftungsgesetz (AtomHG) legt als Gerichtsort den Ort des schädigenden Ereignisses fest, es gibt keine Haftungsobergrenze. Es ist für Geschädigte deshalb günstiger als das internationale Nuklearhaftungsregime.

#### Gerichtsbarkeit
Die Verwaltungsgerichtsbarkeits-Novelle 2012 hat auch das Rechtsschutzsystem im österreichischen Umweltverwaltungsrecht tiefgreifend umgestaltet, so die Einführung einer zweistufigen Verwaltungsgerichtsbarkeit und weitgehende Abschaffung verwaltungsbehördlicher Instanzenzüge sowie entsprechender Berufungsbehörden, unter anderen der unabhängigen Verwaltungssenate und des Umweltsenats.

### Umweltstrafrecht
Die „Gemeingefährlichen strafbaren Handlungen und strafbare Handlungen gegen die Umwelt“ finden sich im 7. Abschnitt des Strafgesetzbuches (§§ 169–187 StGB). Das Artenhandelsgesetz (ArtHG) bestraft den unerlaubten Handel mit bestimmten wildlebenden Tier- und Pflanzenarten.

### Umweltprivatrecht
Das Umweltprivatrecht zeigt einen unmittelbaren und typischen Bezug zu den Umweltmedien Boden, Luft, Wasser und Lärm auf. Es umfasst jene zivilrechtlichen Normen (insb. §§ 364 ff. ABGB), die bei umweltrechtlichen Streitigkeiten zwischen Personen des Privatrechts zur Anwendung kommen. Betroffen sind davon insbesondere das Immissionsschutzrecht (Nachbarrecht), Umweltvereinbarungen (auch Umweltmediation), Umweltmanagement (EMAS), nationales und internationales Umwelthaftungsrecht sowie die Schnittstellen, Grenzbereiche zwischen privatem und öffentlichem Umweltrecht. Zunehmend rücken auch zivilrechtliche Fragen des Energie- und Verkehrsrecht in das Blickfeld.

## Schweizerisches Umweltrecht
Grundlage der Umweltschutzgesetzgebung der Schweiz ist der Artikel 74 der Bundesverfassung. Absatz 1 dieses Artikels lautet: Der Bund erlässt Vorschriften über den Schutz des Menschen und seiner natürlichen Umwelt vor schädlichen oder lästigen Einwirkungen.
Gestützt darauf wurde das Bundesgesetz vom 7. Oktober 1983 über den Umweltschutz (Umweltschutzgesetz, USG) erlassen.
Der Gewässerschutz ist in einem separaten Gesetz geregelt: Bundesgesetz über den Schutz der Gewässer vom 24. Januar 1991 (Gewässerschutzgesetz, GSchG).
Gestützt auf diese Gesetze gibt es eine ganze Reihe von Verordnungen (Auswahl):
- Gewässerschutzverordnung vom 28. Oktober 1998 (GSchV)
- Verordnung vom 19. Oktober 1988 über die Umweltverträglichkeitsprüfung (UVPV)
- Verordnung vom 27. Februar 1991 über den Schutz vor Störfällen (Störfallverordnung, StFV)
- Verordnung vom 15. Dezember 2006 zum Register über die Freisetzung von Schadstoffen sowie den Transfer von Abfällen und von Schadstoffen in Abwasser (PRTR-V)
- Verordnung vom 1. Juli 1998 über Belastungen des Bodens (VBBo)
- Luftreinhalte-Verordnung vom 16. Dezember 1985 (LRV)
- Lärmschutz-Verordnung vom 15. Dezember 1986 (LSV)
- Technische Verordnung vom 10. Dezember 1990 über Abfälle (TVA)
- Verordnung vom 22. Juni 2005 über den Verkehr mit Abfällen (VeVA)
- Altlasten-Verordnung
- Verordnung vom 18. Mai 2005 zur Reduktion von Risiken beim Umgang mit bestimmten besonders gefährlichen Stoffen, Zubereitungen und Gegenständen (Chemikalien-Risikoreduktions-Verordnung, ChemRRV)
- Einschließungs-Verordnung und Freisetzungs-Verordnung (für bio- und gentechnologische Organismen)

(alle Verordnungen sind als Volltext auffindbar in der Systematischen Sammlung des Bundesrechts)
Die Kernenergie- und Strahlenschutzgesetzgebung ist eine Spezialgesetzgebung außerhalb des Umweltrechtes.

### Entstehungsgeschichte
Die Entstehung des USG war ein langwieriger Vorgang, der von einem anfänglichen politischen Widerwillen zeugt. 1965 wurde im Bundesparlament ein Vorstoß zum Thema eingereicht. Erst fünf Jahre später befürwortete dieses die Schaffung des oben genannten Verfassungs-Artikels, der in der Folge durch Volksabstimmung mit über 90 % Ja angenommen wurde. Dann dauerte es volle 10 Jahre, bis der Gesetzesentwurf im Nationalrat beratungsbereit war. Aufgrund eines negativen Vernehmlassungs-Verfahrens war in dieser Zeit von der Verwaltung ein grundsätzlich neuer Entwurf ausgearbeitet worden. Die Beratung im Parlament erstreckte sich wiederum über fast drei Jahre bis 1983. In Kraft trat das Gesetz dann im Jahr 1985.

## EU-Umweltrecht

### Rechtsquellen
Umweltschutz gehörte ursprünglich nicht zu den Aufgaben der Europäischen Gemeinschaft. Die Römischen Verträge enthielten dazu keine Bestimmungen. Seit den 1970er Jahren mehrte sich die Kritik daran, dass die europäische Handels- und Wirtschaftspolitik im Hinblick auf Umweltschutzgesichtspunkte „blind“ sei, nicht zuletzt nach dem Bericht des Club of Rome über Die Grenzen des Wachstums von 1972. Beim Gipfel von Paris 1972 wurde die Umweltpolitik erstmals als eines der Politikbereiche der EU festgelegt. 1987 wurde in der Einheitlichen Europäischen Akte eine erste Rechtsgrundlage für die Umweltpolitik geschaffen. Im Vertrag von Maastricht 1992 wurden der Umweltschutz und die Verbesserung der Umweltqualität als Aufgaben der Gemeinschaft aufgenommen.
Seit dem Vertrag von Lissabon und dem Vertrag über die Arbeitsweise der Europäischen Union (AEUV) enthält das europäische Primärrecht im EU-Vertrag verschiedene umweltbezogene Bestimmungen. Ziel ist die nachhaltige Entwicklung Europas auf der Grundlage eines ausgewogenen Wirtschaftswachstums (Art. 3 AEUV). Art. 11 AEUV enthält das Integrationsprinzip und den Nachhaltigkeitsgrundsatz, Art. 191 AEUV den Vorsorgegrundsatz, das Verursacherprinzip und das Ursprungsprinzip. In Art. 11 AEUV ist Umweltschutz als Querschnittsaufgabe definiert. 2007 wurden die Ziele um die Bekämpfung des Klimawandels ergänzt. Selbständige Ziele der Energiepolitik sind die Förderung der Energieeffizienz, von Energieeinsparungen sowie die Entwicklung neuer und erneuerbarer Energiequellen (Art. 194 AEUV).
Ursprünglich wurde das europäische Umweltrecht stark vom deutschen Umweltrecht beeinflusst. In dieser Anfangsphase verfolgte das europäische Umweltrecht noch einen sektoralen Ansatz, das heißt Umweltschutzmaßnahmen wurden in abgegrenzten Bereichen (z. B. nur Bodenschutz) geregelt.
Das aktuelle europäische Umweltrecht verfolgt einen sogenannten integrativen Ansatz, das heißt, dass die Umwelt als ein System verstanden, für dessen Schutz sektorübergreifende Regelungen (also für Wasser, Boden und Luft zusammen) notwendig sind. Die IVU-Richtlinie ist ein Beispiel für diesen integrativen Ansatz. Weiter findet eine verstärkte Integration der Umweltschutz-Regelungen in zahlreiche andere Vorschriften, die meist wirtschaftspolitisch motiviert sind, statt. Eine im Auftrag des Europäischen Parlaments erstellte Studie kam 2021 zu dem Ergebnis, dass die Anforderungen an
unabhängige wissenschaftliche Bewertungen in bestimmten Genehmigungsregelungen nach EU-Recht gestärkt werden müssten.
Sekundäre Rechtsquellen sind auch im Umweltrecht vor allem Richtlinien und Verordnungen. Außerdem gibt es eine Vielzahl von Beihilfen, die von der Kommission nach bestimmten Kriterien vergeben werden, geregelt in den Umweltbeihilfeleitlinien. Die 2014 erneuerten Leitlinien dienen insbesondere zur Erreichung der Klimaziele 2020 und sollen Marktverzerrungen entgegenwirken, die aufgrund der Förderung der erneuerbaren Energien entstehen können.

### Verhältnis zur Gesetzgebung der Mitgliedsstaaten
Das europäische Umweltrecht hat großen Einfluss auf das Umweltrecht der Mitgliedsstaaten und seine Weiterentwicklung.
Die EU-Kommission und die EFTA-Überwachungsbehörde überprüfen die Umsetzung und Einhaltung der EU-rechtlichen Vorgaben in den Mitgliedstaaten.

## Umweltvölkerrecht
Genau wie in anderen Bereichen des internationalen Rechts geht es auch im Umweltvölkerrecht vorrangig um vertragliche Beziehungen zwischen Staaten, in denen diese Staaten bestimmte Verpflichtungen eingehen, wie z. B. in der Aarhus-Konvention. Deutschland ist Vertragspartner zahlreicher internationaler Umweltschutzabkommen. Zu den bekanntesten gehören das Rahmenabkommen der Vereinten Nationen über Klimaänderungen von 1992 und das dazugehörige Kyoto-Protokoll. Das auf der UN-Klimakonferenz in Paris 2015 erzielte Übereinkommen bezieht außer den Industriestaaten auch die Schwellen- und Entwicklungsländer ein.
Die Vereinten Nationen unterhalten ein eigenes Umweltprogramm (UNEP). Eine Weltumweltorganisation hat sich noch nicht etabliert.
Im Climate Action Network sind weltweit rund 850 Nichtregierungsorganisationen (NGOs) mit umweltpolitischer Zielsetzung zusammengeschlossen.
Die geltenden bilateralen und multilateralen Umweltübereinkommen, an denen die Bundesrepublik Deutschland als Vertragspartei beteiligt ist, werden im Bundesgesetzblatt Teil II veröffentlicht. Eine Übersicht über alle für die Bundesrepublik Deutschland geltenden und veröffentlichten Verträge, einschließlich der Umweltübereinkommen, gibt der so genannte Fundstellennachweis B zum Bundesgesetzblatt Teil II, der jährlich auf neuen Stand gebracht vom Bundesministerium der Justiz herausgegeben wird.

### Aufsätze
- Christian Calliess: Europarechtliche Vorgaben für ein Umweltgesetzbuch. Natur und Recht 28(10), 2006, S. 601–614, ISSN 0172-1631
- Georg Hünnekens, Antje Wittmann: Die Umsetzung und Anwendung des europäischen Umweltrechts in Deutschland. Umwelt- und Planungsrecht 27(3), 2007, S. 91–95, ISSN 0721-7390
- Michael Kloepfer: Zum künftigen Umweltgesetzbuch in Deutschland. In: Iurratio 2/2008, S. 03–07
- Alexander Schink: Europäisches Umweltrecht und Föderalismus – Unvereinbar oder doch kompatibel? In: Zeitschrift für Gesetzgebung (ZG), 19. Jg., 2004, S. 1–11
- Alain Griffel: Kleiner Versuch einer umweltrechtlichen Standortbestimmung (2. Teil). In: Umweltrecht in der Praxis 2007, S. 771 ff
- Bernhard W. Wegener: Zukunftsfähigkeit des europäischen Umweltrechts, Zeitschrift für Umweltrecht (ZUR) 10/2009, 459. (PDF; 129 kB)
- Hans-Joachim Koch / Christin Mielke: Globalisierung des Umweltrechts, Zeitschrift für Umweltrecht (ZUR) 09/2010, 403. (PDF; 144 kB)
- Lutz, Jana / Schütt, Manuel / Behlau, Volker, Klimaschutz durch nationale Energiebeihilfen, Möglichkeiten und Grenzen nationaler Maßnahmen zur Förderung Erneuerbarer Energien und Energieeffizienz unter dem europäischen Beihilferegime, Zeitschrift für Umweltrecht 2011, S. 178–184.
- Hans D. Jarass: Der neue Grundsatz des Umweltschutzes im primären EU-Recht, Zeitschrift für Umweltrecht (ZUR) 12/2011, 563 (PDF; 90 kB)
- Eva Schulev-Steindl: Umweltrecht – eine Disziplin im Zeichen globaler Ressourcenknappheit, Recht der Umwelt 2010/2, MANZ-Verlag

### Bücher
- Reihe: Schriften zum Umweltrecht (SUR), Duncker & Humblot, Berlin.
- Bernd Becker: Das neue Umweltrecht 2010. C.H. Beck, München 2010, ISBN 978-3-406-60044-9.
- Fuchs, Khakzadeh, Weber (Hrsg.): Recht im Naturgefahrenmanagement. Innsbruck 2006, ISBN 3-7065-4326-5.
- Martin Jänicke, Philip Kunig, Michael Stitzel: Lern- und Arbeitsbuch Umweltpolitik: Politik, Recht und Management des Umweltschutzes in Staat und Unternehmen. 2. Aufl. Dietz, Bonn 2003, ISBN 3-8012-0319-0.
- Klaus Hansmann, Dieter Seltner (Hrsg.): Grundzüge des Umweltrechts. 3., völlig neu bearbeitete und erweiterte Auflage, Erich Schmidt, Berlin 2007, ISBN 978-3-503-10603-5.
- Michael Kloepfer: Umweltrecht. 4. Auflage. C.H. Beck, München 2016, ISBN 978-3-406-68847-8.
- Michael Kloepfer: Umweltschutzrecht. 3. Auflage. C.H. Beck, München 2020, ISBN 978-3-406-74507-2.
- Hans-Joachim Koch (Hrsg.): Umweltrecht, 2. Auflage, Carl Heymanns, München u. a. 2007, ISBN 978-3-452-26734-4, dritte Auflage unter dem Titel: Umweltrecht. Handbuch ISBN 978-3-8006-4068-3.
- Michael Kotulla: Umweltrecht. 7. Auflage. Boorberg, Stuttgart 2018, ISBN 978-3-415-06150-7.
- Martin Beckmann (Hrsg.): Umweltrecht. Loseblattkommentar in 4 Bänden. 105. Auflage. C.H. Beck, München 2024–, ISBN 978-3-406-34327-8.
- Marcus Lemke: Gentechnik – Naturschutz – Ökolandbau: Instrumente des Umweltrechts zur Bewahrung einer Pluralität von Landschaften und Wirtschaftsweisen. Nomos, Baden-Baden 2003, ISBN 3-8329-0191-4, 291 S. (Zugl.: Bremen, Univ., Dissertation 2002).
- Peters: Umweltrecht. 6. Auflage. W. Kohlhammer, Stuttgart 2024, ISBN 978-3-17-043750-0.
- Heribert Rausch, Arnold Marti, Alain Griffel: Umweltrecht. Ein Lehrbuch. Hrsg.: Walter Haller. 2004, ISBN 3-7255-4743-2.
- Vereinigung für Umweltrecht und Helen Keller (Hrsg.): Kommentar zum Umweltschutzgesetz. 2. Auflage. Zürich 2003.
- Daniel Ennöckl, Nicolas Raschauer, Wolfgang Wessely (Hrsg.): Handbuch Umweltrecht: Eine systematische Darstellung. 3., überarbeitete Auflage. Facultas, 2019, ISBN 978-3-7089-1533-3.

### Zeitschriften
- Umweltrecht in der Praxis (URP) (Zürich), mitbegründet von Heribert Rausch[24]
- Umwelt- und Planungsrecht (UPR) (Heidelberg)
- Recht der Umwelt (RdU) (Wien), hrsg. von Ferdinand Kerschner im Manz-Verlag[25]
- Zeitschrift für Umweltrecht (ZUR) (Baden-Baden)